# Fleury (Aisne)
Fleury település Franciaországban, Aisne megyében. Lakosainak száma 126 fő (2022. január 1.). Fleury Corcy, Dampleux, Montgobert, Puiseux-en-Retz és Villers-Cotterêts községekkel határos.

## Népesség
A település népességének változása:
| Lakosok száma | 85   | 138  | 128  | 142  | 133  | 138  | 136  | 128  | 124  | 126  |
|               | 1968 | 1982 | 1990 | 2006 | 2013 | 2015 | 2017 | 2019 | 2020 | 2022 |